# Chase Tower (Phoenix)
Chase Tower (dříve Valley Bank Center nebo Bank One Center) je nejvyšší budova Arizony, která stojí ve městě Phoenix. Má 40 pater a výšku 148 m a byla postavena v roce 1972. V prvních 38 patrech se nachází kancelářské prostory, ve 39. bylo vyhlídkové patro, které bylo před několika lety zavřeno a 40. patro slouží pro technická zařízení budovy. Budovu navrhla firma Welton Becket. V roce 2003 prošla budova rekonstrukcí.